# Périgban
Périgban est une commune rurale et le chef-lieu du département de Périgban dans la province du Poni de la région Sud-Ouest au Burkina Faso.

## Géographie
Périgban est situé à environ 20 km au sud-ouest de Gaoua, le chef-lieu de la région et la ville la plus importante du sud du pays. La commune est traversée par la route nationale 12.

## Santé et éducation
Périgban accueille l'unique centre de santé et de promotion sociale (CSPS) du département tandis que le centre hospitalier régional (CHR) de la province se trouve à Gaoua.